# Brian Tyler
Brian Theodore Tyler (Los Ángeles, California, Estados Unidos, 8 de mayo de 1972) es un compositor, director de orquesta, arreglista y productor de discos estadounidense, conocido por sus bandas sonoras de películas, televisión y videojuegos. En sus 26 años de carrera, Tyler ha compuesto siete entregas de la franquicia Fast & Furious, Rambo, Eagle Eye, tres entregas de la franquicia The Expendables, Iron Man 3, Now You See Me, Avengers: Age of Ultron junto a Danny Elfman, Crazy Rich Asians y The Super Mario Bros. Movie, entre otras. También compuso y reorganizó la fanfarria actual del logotipo de Universal Pictures, compuesta originalmente por Jerry Goldsmith, para el 100.º aniversario de Universal Pictures, que debutó con The Lorax (2012), y compuso el logotipo de Marvel Studios de 2013 a 2016, que debutó con Thor: The Dark World (2013), que también compuso la partitura de la película. Compuso el tema NFL Sunday Countdown para ESPN, el tema de la Fórmula 1 (utilizado en la Fórmula 2 y la Fórmula 3) y el himno de la Copa Mundial de Esports. También está detrás de la banda sonora de muchas series de televisión, incluida Yellowstone. Por su trabajo como compositor de cine, ganó los Premios IFMCA 2014 como Compositor del Año.
Su composición para la película Last Call, le valió la primera de tres nominaciones al Emmy, un disco de oro y la incorporación a la rama musical de la Academia de Artes y Ciencias Cinematográficas. Hasta noviembre de 2017, sus películas han recaudado $12 mil millones de dólares en todo el mundo, lo que lo coloca entre los 10 compositores cinematográficos más taquilleros de todos los tiempos.

## Biografía
Tyler nació en Los Ángeles, California (Estados Unidos). Asistió a la UCLA y la Universidad de Harvard. La carrera musical de Tyler comenzó a una edad precoz, después de haber sido inspirado por su abuelo, Walter H. Tyler. Viajó por Estados Unidos y Rusia, actuando en conciertos con piezas, escritas y compuestas por él. Después de un par de años, Tyler comenzó a colaborar para orquestas, grupos, coros, tocando instrumentos tales como piano, guitarra, bajo, bouzouki, mandolina, teclados y batería. Tyler también colaboró en una serie de bandas de rock y con artistas como Elton John, Taylor Hawkins y Slash.
Robert Kraft, quien quedó impresionado después de escuchar la música de Tyler, le alentó a seguir una carrera para el cine de puntuación. Comenzó su carrera en 1997, cuando compuso la banda sonora de la película independiente Bartender, de Gabe Torres. El año siguiente, él y Red Elvises compusieron la música para la película Six-String Samurai. Tyler escribió varias partituras musicales, basado en la música rap de Simon Sez (1999). John Williams le recomendó a William Sherak como productor para Four Dogs Playing Poker (2000). Desde entonces, ha producido otras dos películas producidas por Sherak, Darkness Falls (2003) y Bangkok Dangerous (2008).
Tyler fue reconocido en 2001, después de componer la banda sonora de la película Frailty (2001).

"Bueno, la primera película en la que participé fue Six-String Samurai, pero fue Frailty la que me ayudó a conseguir un poco más de reconocimiento."

William Friedkin, después de quedar impresionado por Frailty, llamó a Tyler para componer la banda sonora de The Hunted (2003). Más tarde, también compuso la música para Star Trek: Enterprise y Children of Dune en un lapso de un mes, coincidiendo con su trabajo en Darkness Falls.
A finales de 2003, comenzó a trabajar más en películas de gran presupuesto, incluyendo Timeline (2003), Godsend (2004), The Greatest Game Ever Played (2005) y Constantine (2005).
En 2006, Tyler compuso la banda sonora de The Fast and the Furious: Tokyo Drift. Anteriormente, había compuesto la banda sonora de Annapolis. Hasta la fecha, Tyler ha marcado dos películas, cada una de Bill Paxton, William Friedkin, Daniel Attias, y Henry Bromell.
Tyler fue contratado para hacer la banda sonora de Partition (2007). Tuvo que integrar música de la India y de Oriente Medio con la orquesta. Llevó a cabo la parte orquestal de la partitura en Los Ángeles con la Hollywood Studio Symphony. También dirigió la Orquesta Sinfónica de Londres para las partes bélicas.
En 2008, Tyler compuso la música para las películas Rambo, Eagle Eye, y The Lazarus Project.
En 2009, compuso la música para las películas Dragonball Evolution, Fast & Furious, The Final Destination y Middle Men. En 2010, compuso la banda sonora de The Expendables.
Recientemente, compuso la banda sonora de la serie de televisión, Terra Nova, producida por Steven Spielberg, y del juego bélico en primera persona para consolas y PC, Call of Duty: Modern Warfare 3. También compuso la banda sonora de los videojuegos Far Cry 3, Need for Speed: The Run, Assassin's Creed IV: Black Flag y Army Of Two: The Devil's Cartel.
A lo largo de su carrera, ha obtenido varios reconocimientos, y en 2009, ha sido nominado "Compositor de bandas sonoras de películas del año" por la prestigiosa International Film Music Critics Association (IFMCA). 
En 2011, compuso la banda sonora de Final Destination 5. En 2013, compuso la banda sonora de Now You See Me.
En 2015, junto con Danny Elfman, compuso la banda sonora de Avengers: Age of Ultron. En 2016, compuso la banda sonora de Now You See Me 2.
En 2017, compuso la música para las películas La momia y Power Rangers.
El 2 de marzo de 2018, Tyler anunció en Twitter que lo habían contratado para componer un nuevo tema para la Fórmula 1; fue lanzado el 23 de marzo. El tema también se utilizó tanto en la Fórmula 2 como en la Fórmula 3 desde 2019, así como en la F1 Academy desde 2023.
En 2022, compuso la música para las películas Scream, Redeeming Love, junto con Breton Vivian, y Chip 'n Dale: Rescue Rangers.
En 2023, compuso la música para las películas Scream VI, junto con Sven Faulconer, The Super Mario Bros. Movie y Fast X.
El 16 de julio de 2024, se anunció que Tyler compuso el himno oficial de la Copa Mundial de Esports (una serie de torneos de deportes electrónicos celebrada en Arabia Saudita), titulado "Dare to Triumph".